# Grand Prix de l'Armistice
Ne doit pas être confondu avec Grand Prix de l'Armistice (cyclisme sur piste).
Le Grand Prix de l'Armistice, est une course cycliste française qui se déroule les 10 et 11 novembre 1919. Organisée par le journal Sporting, sous le patronage de L'Auto, il est disputé sur un parcours de 520 kilomètres entre Strasbourg et Paris et s'inscrit pleinement dans un mouvement de « cyclisme de commémoration ». L'épreuve, marquée par des conditions météorologiques difficiles, est remportée par le Français Jean Alavoine, qui s'impose devant son compagnon d'échappée, Honoré Barthélémy.
Malgré son succès, l'épreuve ne connaît qu'une seule édition.

## Contexte
Alors que les élections législatives doivent se tenir le 16 novembre 1919, Georges Clemenceau, président du Conseil des ministres, décide de ne pas organiser de cérémonie officielle pour commémorer l'armistice  le 11 novembre, afin de ne pas être accusé de vouloir profiter de la commémoration à des fins électorales. Les responsables du journal Sporting décident quant à eux de rappeler l'importance de cette date et d'honorer la fin des combats en organisant une compétition cycliste : le Grand Prix de l'Armistice. Longue de 520 kilomètres, la course revêt un caractère symbolique en s'élançant de Strasbourg et en passant par Metz, célébrant ainsi le rattachement à la France de l'Alsace-Lorraine.

## Présentation

### Organisation, règlement et parcours
Les membres de la rédaction de Sporting, organisateurs de l'épreuve, reçoivent l'appui de l'Union vélocipédique de France et du club « Le Montmarte sportif », ainsi que le patronage du journal concurrent L'Auto, organisateur du Tour de France. Son directeur, Henri Desgrange, comprend l'intérêt moral et financier d'une course commémorative, d'autant plus que L'Auto n'a aucune organisation sur route prévue à cette date. Les inscriptions des coureurs sont ainsi enregistrées aussi bien au siège de Sporting qu'à celui de L'Auto.
L'épreuve, disputée à titre individuel, sans assistance et sans entraîneurs, est richement dotée : 7 000 francs de prix sont offerts, dont 2 500 francs au premier. L'organisateur assure la fourniture de boyaux en cas de crevaison, tandis que le ravitaillement en course est autorisé. Les coureurs doivent pour cela adresser leurs provisions à l'endroit de leur choix sur le parcours. En prévision des conditions météorologiques qui peuvent être difficiles au mois de novembre, les coureurs sont engagés à prévoir « une tenue particulière, moufles épaisses aux mains, dispositifs de cale-pieds ouatés et imperméables rendant impossible le contact de l'air avec le cuir de la chaussure ». Le Grand Prix de l'Armistice est d'ailleurs la dernière course de la saison routière.
Le départ de la course, à Strasbourg, est prévu le 10 novembre à 14 h, et les coureurs sont attendus à l'arrivée à Choisy-le-Roi le lendemain, en début d'après-midi. Les opérations de contrôle, avant le départ, se tiennent au café Bauzin, sur la place Broglie de Strasbourg, sous la direction du président de la société d'encouragement, d'un correspondant de L'Auto, d'un dirigeant de l'UVF et des membres de la rédaction de Sporting. À titre symbolique, un pli est confié à chaque coureur par Alexandre Millerand, le commissaire général de la République, et destiné à être remis par le vainqueur à Paris au président du Conseil Georges Clemenceau. Afin de s'assurer que les coureurs effectuent bien les 520 kilomètres du parcours, des contrôles fixes, dont certains avec ravitaillement, se tiennent à Metz, Commercy, Saint-Dizier, Vitry-le-François, Arcis-sur-Aube, Nogent-sur-Seine et Melun. De même, des contrôles volants sont prévus à Saverne, Dieuze, Pont-à-Mousson, Ligny-en-Barrois et Provins. L'arrivée à Choisy-le-Roi est jugée sur la route de Villeneuve-Saint-Georges. Les coureurs sont ensuite rassemblés puis conduits vers le Parc des Princes, à Paris, où doivent être décernées les récompenses après un tour de piste. Un match de rugby entre l'Perpignan, club champion de France en 1914, et une sélection des meilleurs joueurs des clubs parisiens, est organisée par le Stade français, avec le concours de Sporting et de L'Auto,.

### Coureurs engagés
Avant la course, 42 coureurs sont engagés, mais certains renoncent finalement à prendre le départ, comme les frères Henri et Francis Pélissier qui déclarent être malade. Sans être très fourni, le peloton présente un certain nombre des coureurs les plus en vue de la saison et qui font logiquement figure de favoris. Lauréat du Tour de France, Firmin Lambot est présent au départ de l'épreuve, de même que Jean Alavoine et Honoré Barthélémy, respectivement vainqueurs de cinq et quatre étapes sur la Grande Boucle. Les Belges Alfred Steux, vainqueur de Lyon-Marseille et du Circuit de Provence, Alexis Michiels, vainqueur de Paris-Bruxelles et Lucien Buysse, sont également cités parmi les favoris, au même titre que les Italiens Angelo Gremo, lauréat de Milan-San Remo, et Bartolomeo Aimo.

## Récit de la course
Dès le départ de Strasbourg, le mauvais temps perturbe l'avancée des coureurs, et les conditions s'aggravent dans la traversée des Vosges. Peu avant Saverne, les Italiens Bartolomeo Aimo et Felice Gremo s'échappent en tête de la course mais ils sont bientôt rejoints par un groupe de quatre coureurs, comprenant les Français Jean Alavoine et Honoré Barthélémy et les Belges Lucien Buysse et Arthur Claerhout. Ce dernier est victime d'une chute entre Château-Salins et Metz et doit quitter la course en raison d'une roue voilée. Les deux coureurs italiens, partis sans imperméables, sont vaincus par le froid et la pluie et abandonnent à leur tour à Commercy.
Lucien Buysse, plusieurs fois victime de crevaisons depuis le départ de la course, crève pour la cinquième fois entre Ligny-en-Barrois et Saint-Dizier, ce qui lui fait irrémédiablement lâcher prise. La neige s'abat dès lors sur les deux hommes en tête de course, Jean Alavoine et Honoré Barthélémy, qui arrivent en fin de nuit à Vitry-le-François. Les deux Français, souvent aux prises lors du dernier Tour de France, décident de s'entendre et de collaborer pour rejoindre l'arrivée ensemble et se disputer la victoire au sprint. Reconnu pour sa pointe de vitesse, Alavoine s'impose facilement.
À l'issue de la course, le vainqueur est conduit par le journaliste Frantz Reichel auprès du représentant du gouvernement, afin de lui remettre le pli adressé symboliquement par les Alsaciens-Lorrains.

## Résultat
| Classement final | Classement final   | Classement final | Classement final | Classement final   |
|                  | Coureur            | Pays             | Équipe           | Temps              |
| ---------------- | ------------------ | ---------------- | ---------------- | ------------------ |
| 1er              | Jean Alavoine      | France           | '                | en 25 h 21 min 7 s |
| 2e               | Honoré Barthélémy  | France           |                  | m.t.               |
| 3e               | Lucien Buysse      | Belgique         |                  | + 20 min 6 s       |
| 4e               | Joseph Schoettel   | France           |                  | -                  |
| 5e               | Louis Engel        | France           |                  | -                  |
| 6e               | Joseph Muller      | France           |                  | -                  |
| 7e               | Georges Gatier     | France           |                  | -                  |
| 8e               | Georges Devilly    | France           |                  | -                  |
| 9e               | Pierre Saint-Denis | France           |                  | -                  |
| 10e              | Louis Ellner       | France           |                  | -                  |
| modifier         |                    |                  |                  |                    |

## Bilan et postérité
Au même titre que le Circuit des Champs de Bataille ou le Tour de France, le Grand Prix de l'Armistice s'inscrit dans un mouvement de « cyclisme de commémoration ». Si les organisateurs, au moment de sa création, décident d'en faire une épreuve importante du calendrier, il disparaît pourtant dès 1920 sous cette formule. La rédaction de Sporting met sur pied une autre épreuve, le Grand Prix de la Marne, toujours sous le patronage de L'Auto, disputé par équipe de deux coureurs et qui se déroule le 12 septembre 1920. Le parcours, qui relie Paris à Metz, s'élance cette fois d'ouest en est, tout en étant plus court que celui du Grand Prix de l'Armistice. La course, également appelée Paris-Metz, est remportée par les frères Pélissier.